# Ritsumazijl
Ritsumazijl (ook Ritzumazijl; Fries: Ritsumasyl) is een dorp, of buurtschap in de gemeente Waadhoeke, in de Nederlandse provincie Friesland. Ritsumazijl ligt direct ten westen van Leeuwarden, tussen Marssum en Deinum. In 2023 had de plaats 65 inwoners.

## Geografie
Ritsumazijl ligt op het punt waar het Deinumerrak, de Marssumervaart en het Zijlsterrak samenkomen.
Ritsumazijl kan, afhankelijk van de definitie zowel worden gezien als dorp, of als buurtschap. De plaats heeft niet de dorpsstatus en is geen zelfstandig dorp en wordt dan ook niet vermeld in de lijst met kernen van de gemeente Waadhoeke. Toch heeft de plaats een duidelijk afgebakende bebouwde kom met blauwe plaatsnaamborden, wat zou pleiten om de plaats als dorp te beschouwen. Qua adressen is Ritsumazijl verdeeld over de dorpen Marssum en Deinum.

## Geschiedenis
Ritsumazijl is aan het einde van de 15e eeuw of in het begin van de 16e eeuw ontstaan bij de brug van de Hogedijk over de Harlingertrekvaart, ter plaatse het Zijlsterrak (Fries: Sylsterrak). In 1507 werd (de voorloper van) het Zijlsterrak aangelegd en al in 1511 werd er gesproken van een nieuwe nederzetting bij dit kanaal als buurtje van het iets noordelijker gelegen Ritzum. Er wordt vanuit gegaan dat de nieuwe nederzetting pas is ontstaan na de aanleg van de Zijlsterrak, hoewel de naam 'rytsma syl sclaet' in 1470 en 1540 al voorkomt.
De nederzetting bij de sluis groeide, waardoor er een verschuiving plaatsvond van Ritzum naar de nieuwere nederzetting. In 1622 werd deze nieuwe nederzetting vermeld als Ritzumerzyl, de zijl (sluis) van de oorspronkelijke nederzetting Ritzum. De oorspronkelijke nederzetting werd vervolgens Ritsumaburen genoemd. Mogelijk is de extra toevoeging ter onderscheiding van het later ontstaande Ritsumazijl. In de tweede helft van de twintigste eeuw verdween Ritsumaburen van de kaart.

### Naam
De plaats Ritsumaburen werd onder andere vermeld als Ritzum in 1365 en als Ridtsen in 1511. De oorspronkelijke naam zou duiden op de woonplaats (um) van de persoon 'Ritse', of 'rik', met de betekenis ‘rijk'. Rond 1700 werd het element buren toegevoegd aan de plaatsnaam (Ritzuma Buiren) als betekenis van een buurt of nederzetting.

### Terp
Bij Ritsumaburen lag een terp die waarschijnlijk de oorsprong vormde van de buurtschap. De terp, in 1511 geduid als Ritsema terp werd in 1908 afgegraven. Bij de afgraving werden diverse vondsten gedaan. Er werden diverse terra sigillata (aardewerken gebruiksvoorwerpen) zoals scherven van een versierde kom uit de 2e of 3e eeuw gevonden. Ook werden er scherven aangetroffen van latere datums.
Ten zuiden van het Zijlsterrak zou eveneens een terp hebben gelegen. Bij een uitgebreid onderzoek in 2014 werd echter geconstateerd dat er geen verhoging in het gebied te herkennen was noch dat er een afgegraven terrein herkenbaar was. Boorproeven leverde geen aanwijzingen op voor een terp.

### Schenkenschans
In 1661 werd ten oosten van de plaats een schans aangelegd, de Schenkenschans. Tussen 1857 en 1980 heeft daar een steenfabriek gestaan, die naam droeg van de schans. Hier was tot 1998 een stortplaats voor bouw- en sloopafval. Nadat de stortplaats gesloten was Energie Kenniscentrum Leeuwarden op de stortplaats gebouwd. Daarnaast werd een zonnepark gebouwd.

### Molens
Op een kaart van Schotanus uit 1664 werd in het dorp Ritsumazijl, aan de kant van Deinum een molen aangegeven. Deze molen, de Molen van Ritzumazijl was een korenmolen die voor 1622 zou gebouwd zijn. De korenmolen was een middenkruier van het type standerdmolen. De molen zou tegen 1832 zijn verdwenen, mogelijk op zijn vroegst zelfs in 1728. In 1718 werd de molen nog aangegeven op een andere kaart van Schotanus.
Ten noordoosten van Ritsumazijl werd in 1859 aan het Zijlsterrak een poldermolen gebouwd. Deze molen was een grondzeiler en stond in het oosten van de Ritsumazijlpolder, ook wel de Ritsumerpolder. In de loop van de twintigste eeuw raakte de molen buiten werking. In 1965 werd de molen door brand verwoest, waarschijnlijk ontstaan door spelende kinderen..

### Ontwikkeling van het dorp vanaf de 20e eeuw

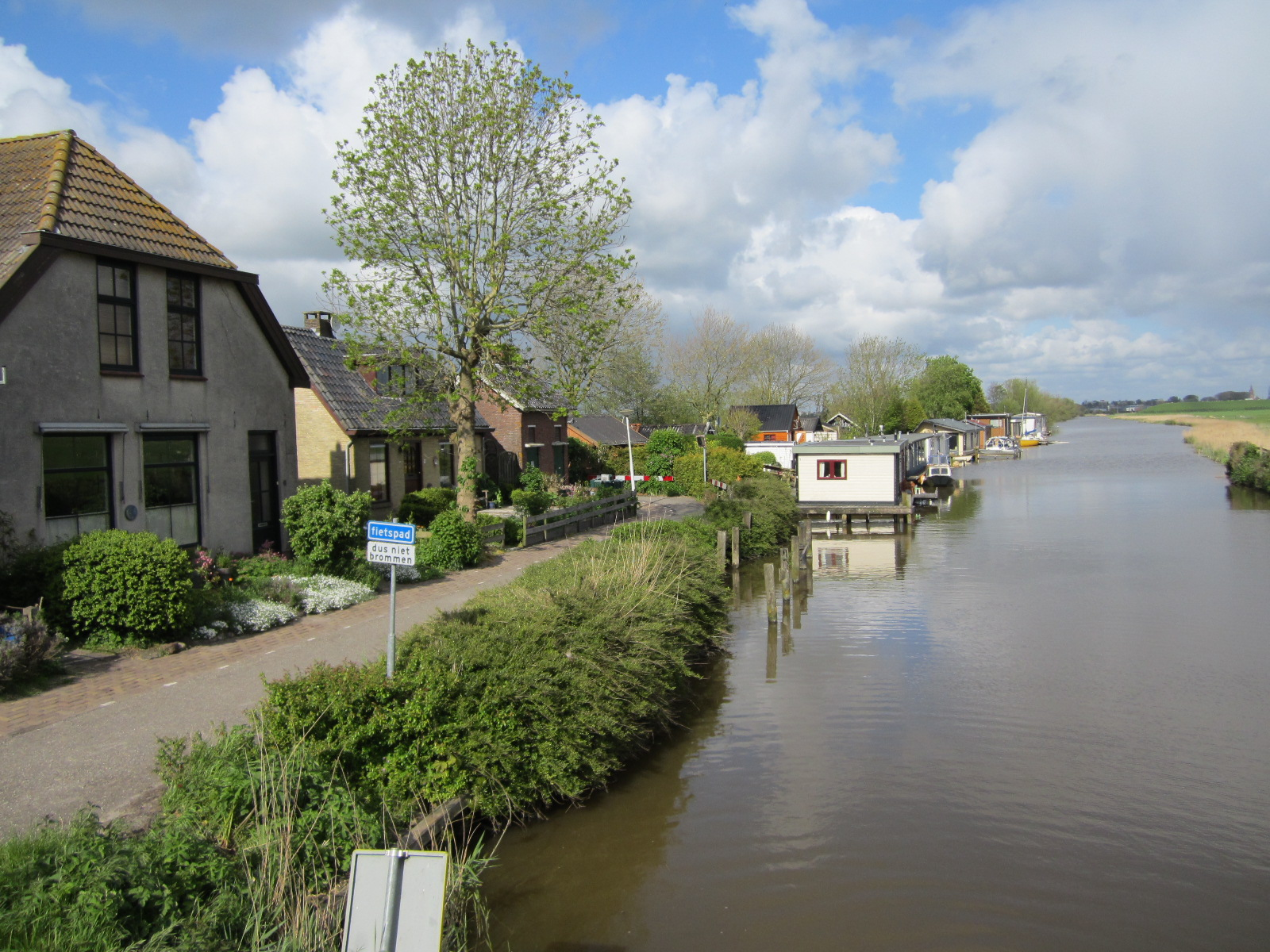
Ritsumazijl en het Zijlsterrak

In de loop van de twintigste eeuw breidt de buurtschap langzaam uit aan de westkant van het dorp. De draaibrug bij Ritsumazijl was een tijdlang een belangrijke schakel in de scheepvaartverbinding tussen Leeuwarden en het noordwesten van Friesland. Door de aanleg van het Van Harinxmakanaal en een nieuwe brug ten zuiden van Ritsumazijl, werden de oude vaarroute en de draaibrug vanaf 1950 overbodig. De draaibrug werd vervangen door een dam, waardoor er geen doorgaan scheepverkeer meer mogelijk was. De aansluiting met het hoofdverkeersweg ging verloren door de aanleg van de N31.
In 1989 spraken de bewoners van Ritsumazijl zich uit tegen de komst van een Leeuwarder scheepsrestauratiebedrijf. In 1991 ging de gemeente Menaldumadeel op verzoek van de gemeente Leeuwarden akkoord met de komst van een vijftal woonboten, die bij de Schenkenschans lagen. Een halfjaar eerder was een merendeel van de bewoners van Ritsumazijl nog tegen het plan, omdat ze aantasting van het dorpsbeeld vreesden. De woonboten kwamen aan de oostkant van het dorp te liggen, aan de noordelijke oever van het Zijlsterrak. 
Op 28 september 2018 werd een nieuwe beweegbare brug in gebruik genomen. De doorvaarthoogte in gesloten toestand is anderhalve meter. Een jaar later werd in november een nieuwe fietsbrug in gebruik genomen in het fietspad van Ritsumasyl naar de Trekwei. Het wegdek van de brug werd gemaakt van biocomposiet, dat bestaat uit vezels van vlas met een coating van natuurlijke hars.
In december 2022 werd Ritsumazijl uitgekozen om symbolisch de eerste officiële plek te zijn waar de borden op en langs de vaarwateren omgezet werden van het Nederlands naar het Fries. Zo werd 'cameratoezicht' 'kameratafersjoch'.

### Grenscorrecties
Eind 1977 werd in verschillende plaatsen in de gemeente Menaldumadeel geprotesteerd tegen een plan lag onder meer Ritsumazijl bij de gemeente Leeuwarden te voegen. Er waren al eerder een enkele delen overgegaan naar de gemeente Leeuwarden. In 2018 ging de gemeente Menaldumadeel op in de grotere fusiegemeente Waadhoeke.
In 2019 organiseerde de dorpsbelangenverenigingen van de dorpen Blessum, Boksum, Deinum, Marssum en Ritsumazijl een peiling om te zien of een draagvlak zou zijn om bij de gemeente Leeuwarden aan te sluiten. Daaruit bleek dat een grote meerderheid tegen een eventuele grenscorrectie of herindeling was en bij de gemeente Waadhoeke te willen blijven. In de jaren 1990 was er al een grenscorrectie geweest, waarbij onder meer een deel van de Ritsumazijlpolder in de gemeente Leeuwarden kwam te liggen.

## Cultuur en recreatie
De dorpen Boksum, Blessum, Deinum en Ritsumazijl vormen een gemeenschap met een aantal gezamenlijke faciliteiten. Ritsumazijl staat anno 2024 bekend als een knooppunt van diverse wandel- en fietspaden. Bij de plaats liggen in de Deinumerrak steigers in het water voor pleziervaart..
Steden, dorpen en gehuchten: Achlum · Baijum · Beetgum · Beetgumermolen · Berlikum · Blessum · Boer · Boksum · Deinum · Dongjum · Dronrijp · Engelum · Firdgum · Franeker · Herbaijum · Hitzum · Klooster-Lidlum · Marssum · Menaldum · Minnertsga · Nij Altoenae · Oosterbierum · Oude Leije (klein deel) · Oudebildtzijl · Peins · Pietersbierum · Ried · Ritsumazijl · Schalsum · Schingen · Sexbierum · Sint Annaparochie · Sint Jacobiparochie · Slappeterp · Spannum · Tzum · Tzummarum · Vrouwenparochie · Welsrijp · Westhoek · Wier · Winsum · Zweins

Buurtschappen: Arkens · Bonkwerd · De Vlaren · Dijkshoek · Doijum · Fatum · Hatsum · Het Hooghout · Kie · Kiesterzijl · Kingmatille · Klooster Anjum · Koehool · Laakwerd · Lutjelollum · Miedum · Nieuwebildtzijl · Oosterend · Oosthoek · Rewerd (deels) · Roptazijl (deels) · Salverd · Schildum · Sopsum · Stad Niks · Tolsum · Tritzum · Tjeppenboer · Vrouwbuurtstermolen (deels) ·  Weakens · Westerend · Zwarte Haan

Voormalige buurtschappen:Barrum · De Kampen · De Poelen · Dijksterhuizen · Franjumerburen · Holprijp · Koum · Langwerd · Teetlum · Memerd · War 

Friesland: Steden en dorpen      Nederland: Provincies · Gemeenten
Steden, dorpen en gehuchten: Aegum · Baard · Beers · Britsum · Cornjum · Finkum · Friens · Goutum · Grouw · Hempens · Hijlaard · Hijum · Huins · Idaard · Irnsum · Jellum · Jelsum · Jorwerd · Leeuwarden · Lekkum · Lions · Mantgum · Miedum · Oosterlittens · Oude Leije · Roordahuizum · Snakkerburen · Stiens · Swichum · Teerns · Warstiens · Wartena · Warga · Weidum · Wirdum · Wytgaard

Buurtschappen: Abbengawier · Angwier · Baardburen · Bartlehiem (deels) · Barrahuis · De Hem · Domwier · Fons · Groote Bontekoe · Gotum · Hezens · Horne · Hofland · Hoptille · Marwird · Midsburen · Naarderburen · Noordend · Oude Schouw (deels) · Poelhuizen · Rewerd (deels) · Schillaard · Schrins · Tichelwerk · Tjaard · Tjeintgum · Truurd · Tsienzerburen · Vensterburen · Vierhuis · Vrouwbuurtstermolen (deels) · Wammerd · Wiel · Wieuwens · Wilaard · Zuiderburen · Zuiderend

Voormalige buurtschappen: De Drie Romers · Hoek

Friesland: Steden en dorpen      Nederland: Provincies · Gemeenten